# Distrito de Miracosta
El Distrito de Miracosta es uno de los diecinueve que conforman la Provincia de Chota, ubicada en el Departamento de Cajamarca, bajo la administración del Gobierno regional de Cajamarca, en el norte del Perú. Limita por el norte con el Distrito de Inkawasi (provincia de Ferreñafe); por el este con el Distrito de Querocoto; por el sur con el Distrito de Llama; y por el oeste con el Distrito de Tocmoche (provincia de Chota). 

## Historia
Antiguamente llamado Katchen por los nativos, posteriormente es en época colonial cambia a Santiago de Cachén. El distrito (con su nombre actual) fue creado el 21 de septiembre de 1943, en el gobierno del Presidente Manuel Prado.

## Geografía
Se encuentra ubicado al oeste del territorio provincial de Chota; en el límite con el departamento de Lambayeque.

## Capital
Tiene como capital al pueblo de Miracosta.. Se encuentra ubicada a 4 horas y 40 minutos de la ciudad de Chota.

## Autoridades

### Alcaldes
- 2019 - 2022
  - Prof. Hugo Montalvo Fernández, de Acción Popular.
- 2015 - 2018
  - Ing. Antonio Montalvo Montalvo, de Cajamarca Siempre Verde.
- , 2011 - 2014
  - Secundino Leoncio Espino Tello
- 2003 - 2006,2007-2010
  - Secundino Leoncio Espino Tello

## Festividades
Su festividad de carácter religioso es en honor a Santiago apóstol.